# 靖江市中医院
靖江市中医院，是中国江苏省的一所医院，为二级甲等医院，位于靖江市人民南路26号。

## 规模
靖江市中医院总床位250张，日门诊量499人次。